# 304 Olga
304 Olga è un asteroide della fascia principale del diametro medio di circa 67,86 km. Scoperto nel 1891, presenta un'orbita caratterizzata da un semiasse maggiore pari a 2,4032476 UA e da un'eccentricità di 0,2214253, inclinata di 15,83900° rispetto all'eclittica.
Il nome fu scelto dall'astronomo tedesco Friedrich Wilhelm August Argelander, in onore di una sua nipote.